# Дримба
Дри́мба, дрімля, варга́н, варґа́н — обертонний самозвучний язичковий щипковий інструмент, номер 112.221 у класифікації Горнбостеля-Закса. В основі інструмента лежить невелика металева підківка (дуга), до якої посередині прикріплено сталевий язичок, інколи два. Язичок наприкінці закручений задля безпечних ударів. Дуга інструмента притискається до зубів, інколи до губ. Ротова порожнина служить резонатором. Музикант пальцем вдаряє язичок, ніби щипає, а артикуляцією рота, диханням та положенням діафрагми змінює висоту звуку та тривалість звучання.
Дослідження музикознавців показали, що дримба може давати діапазон до двох октав. З цих звуків одні бринять більш певно, а решта трохи слабше.
В Україні найчастіше використовується в гуцульському музичному побуті.

## Конструкція і спосіб гри

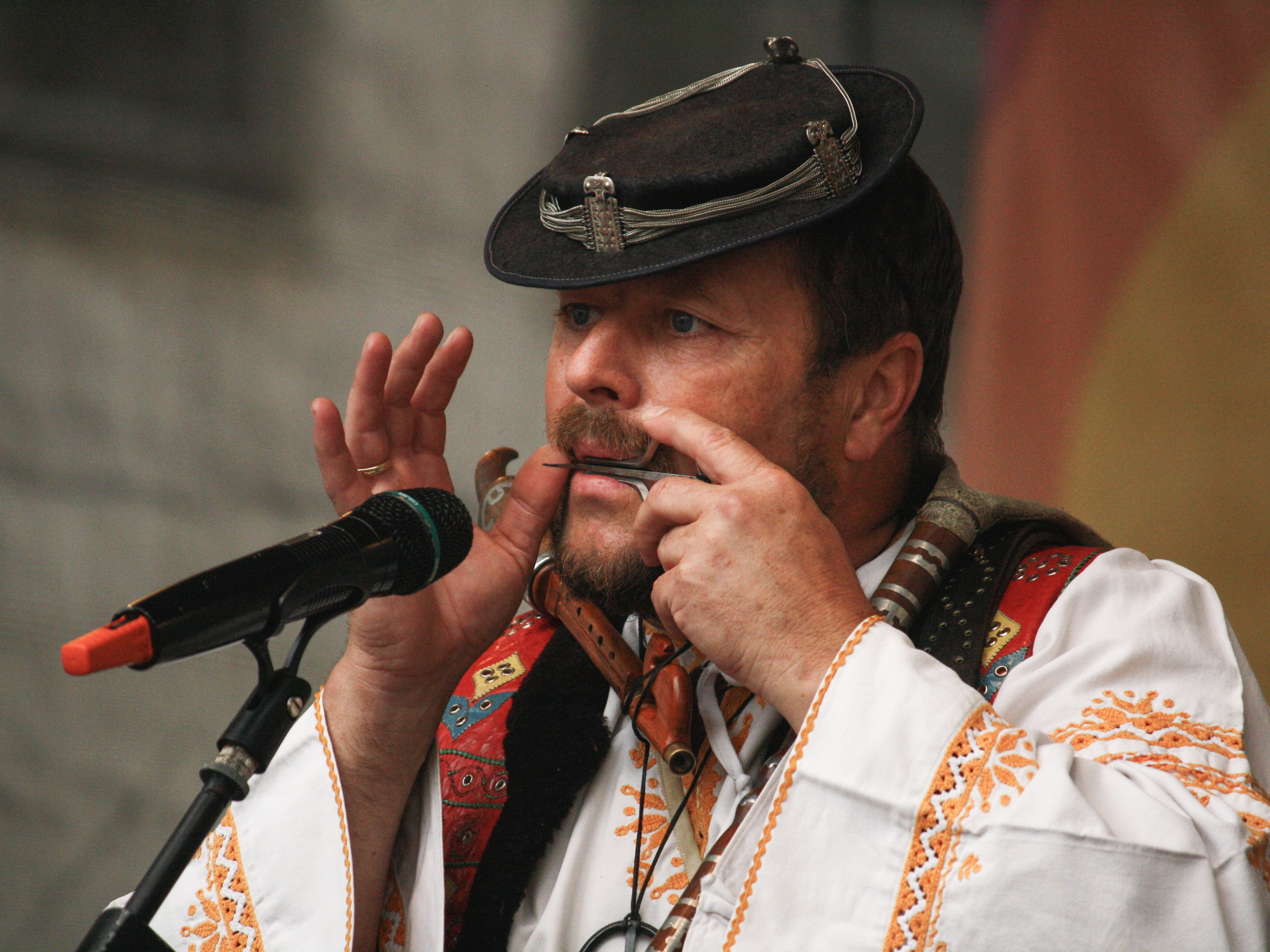

Дримба має вигляд підково- чи еліпсоподібної незамкненої на видовженому боці залізячки, яка подовжується двома лапками. До середини підківки приклепано тонку сталеву пластинку — міндик чи язичок. Язичок, проходячи поміж лапками і, поступово потоншуючись, дещо виходить за них та завершується загнутим кінчиком. На заході України язички до дримб виготовляли із австрійських кіс, а пізніше — з пружин австрійських годинників. Метал у цих виробах мав високу якість і пружність, що забезпечувало відповідний гарний звук інструменту.
Вкладаючи дримбу до рота, злегка притискають боковинки зубами, притримуючи за лапки, і б'ють по кінцю язичка пучкою пальця правої руки. Звук, видобутий при цьому, посилюється природним резонатором, за який править ротова порожнина, а від зміни рухом щік і язика об'єму цього резонатора змінюється висота і характер звуку. З огляду на роль ротової порожнини у формуванні звуку під час гри на дримбі та наявність язичка, дримбу після певних суперечок названо язичково-щипковим інструментом, що за принципом звуковидобування наближається до язичкових духових, хоча у власне духових інструментах язичок коливається під тиском струменя повітря, а в дримби — від удару пальця.

## Назва
Швидше за все, слово «дримба» запозичено з німецької мови, від Drommel (Trommel) - «варган; барабан; труба». Походить від форм trumbel, trumbe, trumme, що зводяться до давньонімецького trumba звуконаслідувального походження. Далі, з української мови слово «дримба» було запозичено ще й в румунську (drîmbă).

Також популярною є версія, що «дримба» походить від дієслова «дримбати», себто танцювати, і має слов'янське походження. 

Однак це малоймовірно. 
«Дримба» була поширеним інструментом на Гуцульщині для навчання обрядовим танцям на рівні з гітарою. Переважно на дримбі грала мати, навчаючи дітей традиційним танцям. Що й спричинило появу слова «дримбати». На жаль, із розповсюдженням пристроїв відтворення музики (магнітофонів) у ХХ сторіччі «дримба» вийшла із широкого вжитку в регіоні.
Серед особливостей гуцульської методи гри на «дримбі» - яскраво виражена мелодійність (важлива не лише ритмічність, але й виразність нот обертонового звукоряду), а також перевага застосунку двох обертонових нот на один удар.
Похідні слова від «дримба» — «дримля» (те саме), «дрі́мба» (музичний інструмент взагалі; музикант).
Це слово має омонім «дримба» — «здоровенна дівчина; висока тонка жінка; худа корова; нечепура; жінка легкої поведінки». 
Здебільшого, словом «дримба» називають саме гуцульський варіант варгана, тоді як «варган» вживається як загальна назва інструменту. 
Існує дві версії походження слова «варган». Перша — від грец. όργανον — органон, тобто інструмент. Пізніше варганний принцип видобування звуку було покладено в основу таких інструментів, як орган, волинка, язичкова флейта, гармоніка, акордеон. І поступово слово «орган», яке означало варган перейшло в назву більш сучасного інструменту. Друга версія походження слова «варган» — від українського та польського «варґи» — вуста, «варґа» — губа. У Словарі української мови Бориса Грінченка «Варґатий» — губастый, а варган — «Музыкальный инструментъ, на которомъ играютъ губами. На словах, як на варганах, а на ділі, як на балабайці.» В Україні прізвища Варґа, Варґатий є досить поширеними.
У польській мові «warga» — губи, «wargi» — вуста. Компоненти губної органної труби польською мовою: «warga gorna» — «верхня губа» і «warga dolna» — «нижня губа». Ці два компоненти дуже схожі на дугу (деку) варгана: верхня дуга варгана охоплюється верхньою губою, нижня — нижньою, і повітря у варгані, як і в органній трубі проходить крізь «розріз» між цими двома губами і породжує звук. Польською «piszczałki wargowe» — губні труби.
В Україні цей інструмент також відомий як сдримба на Гуцульщині, орган — на Лемківщині, доромба — на Закарпатті.

## Історія

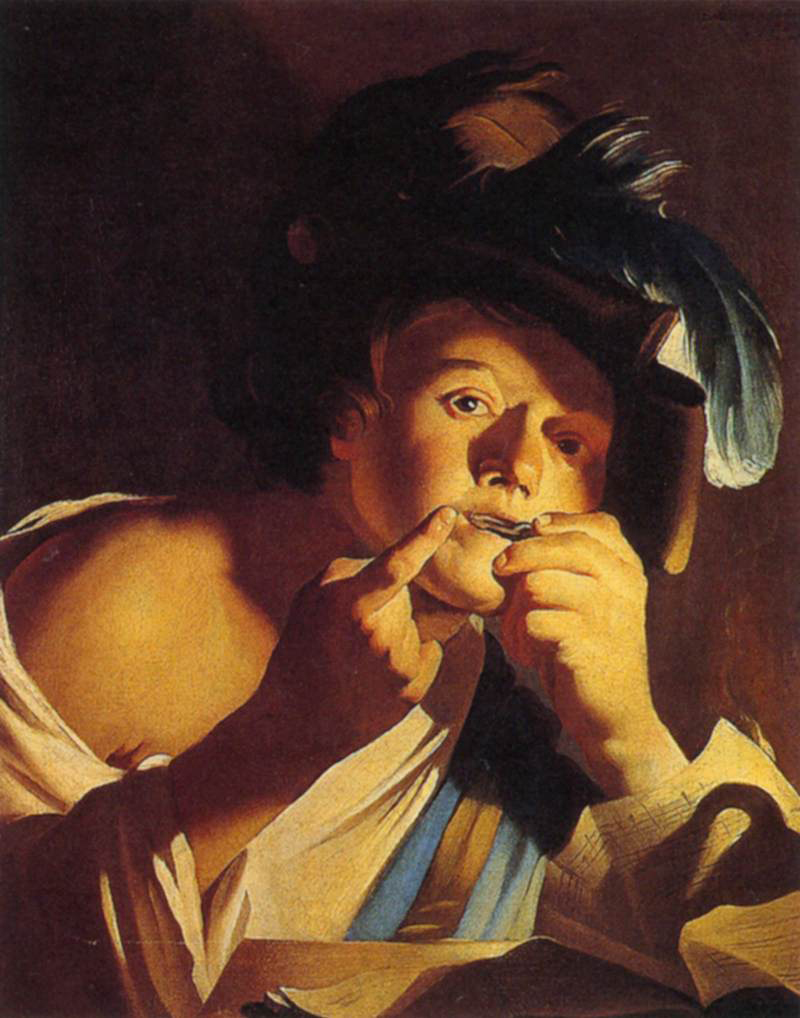
Худ. Дірк ван Бабюрен. Юнак грає на варгані, 17 століття. Центральний музей міста Утрехт, Голландія

Дримба (варган) — один з найпоширеніших на земній кулі та один з найдавніших музичних інструментів. Спочатку, в північних народів, дримби робили з тростинних, дерев'яних чи кістяних пластинок. Пізніше цей інструмент почали виготовляти з металу. У Європі найбільш ранні знахідки були зроблені в східній Франції. У 1868 році в Руані були знайдені п'ять бронзових варганів, що відносяться швидше за все до гало-римського періоду (V—VII ст). На початку 19 століття дримба була дуже поширеним концертовим віртуозним інструментом. Існували цілі ансамблі дримбарів, що виконували великі музичні твори.
В Азії поширені так звані пластинчасті варгани, що являють собою тонку, вузьку дерев'яну, або бамбукову, кістяну, металеву (частіше латунну) пластину. Його язичок вирізається в середині пластинки, а не прикріплюється. Найбільш поширені — це в'єтнамські дан мої, індонезійські генггонги, китайські коу-сяни.
На території Київської Русі археологічні знахідки залишків варгану відносять до IX—XII ст.
На думку музикознавців, занесли дримбу до українських Карпат ще в сиву давнину Білі хорвати[джерело не вказане 4931 день], адже сучасні серби й хорвати, що живуть на Балканському півострові, віддавна користуються таким самим інструментом зі схожою назвою — дромбуле.
Стародавній варган вплинув на формування багатьох сучасних музичних інструментів. Його можна знайти в акордеоні і гармоні, органі, язичковій флейті і багатьох інших. В акордеоні міх, що з'єднує праву і ліву частини корпусу, нагнітає повітря, яке коливає металеві голоси, в результаті цього і виникає звук. Металевий голос, приладнаний до металевої планки (голосової планки) являє собою ніщо інше, як варган. Сам «голос» — це язичок (нога, миндик) варгана, а «планка» — це дуга (дека) варгана. А міх, що нагнітає повітря виконує роль ротової порожнини при грі на варгані. У металевій язичковій органній трубі голосова пластина з язичком мають повну схожість із пластинчастим варганом. Нагнітання повітря відбувається через трубу, яка виконує роль ротової порожнини при грі на варгані. Такий же пристрій мають китайські та в'єтнамські язичкові флейти баву, хулусі.

## В Україні

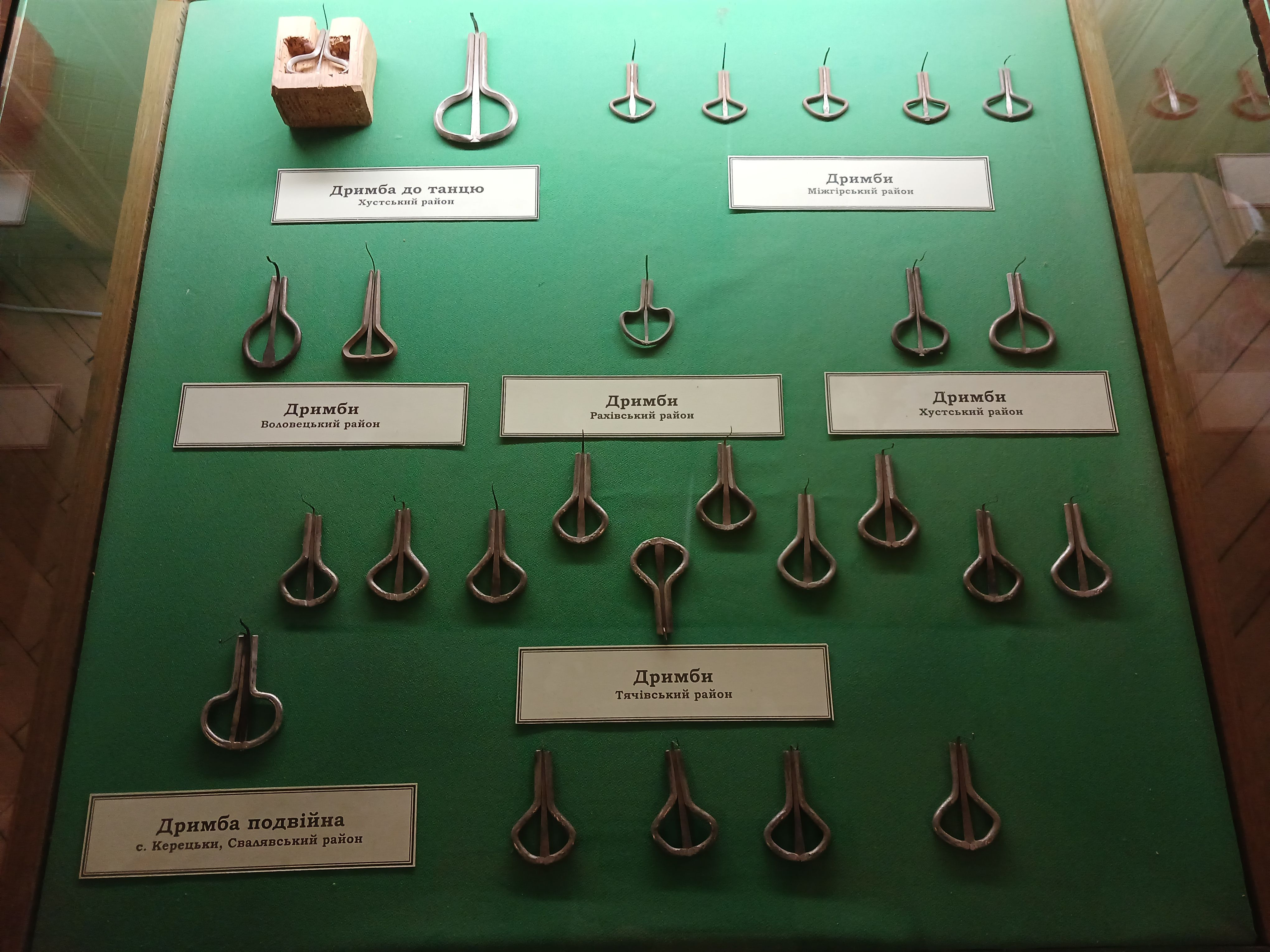
Українскі закарпатскі дримби

В Україні виготовлення варганів було зосереджене в руках циган. У народній оповідці циган каже про себе: «Мені бити-кувати, варгани робити, на базарь носити». Степан Писаревський — український письменник початку 19 століття — у своїй п'єсі «Купала на Івана» в уста циган вкладає переклад із пушкінських «Цыган»:

| Гой, цигани. Гой, цигани. Дужче. Моторніше. Забряжчімо у віргани — Буде веселіше. Де захватить нас зима — Там нам господарство. Хліба іноді нема — Нам віргани панство. (з праці Г.Хоткевича) |
У XX столітті у Закарпатському народному хорі був ансамбль дримбарів, в якому брали участь 45 хористів. Часто всі хористи збиралися разом і можна було почути до 45 дримб одночасно. Ансамбль дримбарів був створений відомим мольфаром Михайлом Нечаєм у селі Верхній Ясенів Верховинського району Івано-Франківської області.
У 1964 році Сергій Параджанов знімає у Карпатах фільм «Тіні забутих предків», де в музичному супроводі використовувалася гуцульська дримба. Одним із дримбарів був відомий сьогодні майстер дримб Іван Ванджурак, а консультантом був Михайло Нечай.
Деякі дослідники відзначають, що в народі не дуже добре ставились до цього інструменту, оскільки дримбою називали нечепурну жінку, навіть вуличницю. На Підгір'ї вірили, що на дримбі гріх грати, бо «то на нїй жиди грали, як вели Христа розпинати».
Марія Матіос у романі «Солодка Даруся» так описує дримбу:

| Хтозна…може, у дримбі жінки і справді пізнавали себе: до часу байдужих і лінивих, аж поки не візьмеш іх у руки, а вже як візьмеш — то почуєш такі соковиті переливи і тонкі зойки, що зайдеться тобі серце і плачем, і співом одночасно, і не зрозумієш, де ніч, а де сонце, бо лише жіноче тіло так розкішно здригається від ласки, як тіло дримби від пальців… |
В сучасному світі дримби, як і багато інших винаходів з минувшини, перетворються у мистецькі витвори.
Дримби також набули певної популярності серед звичайних людей, які можуть самостійно їх освоїти і періодично грати в побутових умовах.

## В сучасній музиці
Варгани набули широкої популярності в сучасній музиці, переважно у фолькових та рокових напрямках, але не лише.
Варган можна почути в композиціях українських фольк-метал гуртів, таких як Чур (пісня «Дике Поле»), HASPYD (Ім'янаречення), тощо. 
Назва дримба фігурує у йменні етноколективу ДримбаДаДзиґа. Мертвий півень (Б'ютіфул Карпати).